# Vulcanodon
Vulcanodon karibaensis
Genre
Espèce
Vulcanodon est un genre éteint de dinosaures sauropodes, un des plus  primitifs. Il a été découvert dans le sud de l'Afrique, au Zimbabwe, dans une île du lac Kariba. Il date du Jurassique inférieur, du Sinémurien-Pliensbachien, soit il y a environ entre 199,5 et 184,2 millions d'années.
La seule espèce, Vulcanodon karibaensis, a été décrite par Michael A. Raath en 1972.

## Étymologie
Le nom de genre Vulcanodon est composé du nom du dieu romain du feu Vulcain et du mot du grec ancien « -odont- » « dent », pour donner « dent de Vulcain » ; il rappelle ainsi que les fossiles ont été découverts dans un banc de grès éoliens pris en « sandwich » entre deux coulées de lave,.
Le nom d'espèce karibaensis fait référence au lac Kariba où le fossile a été découvert. 

## Description

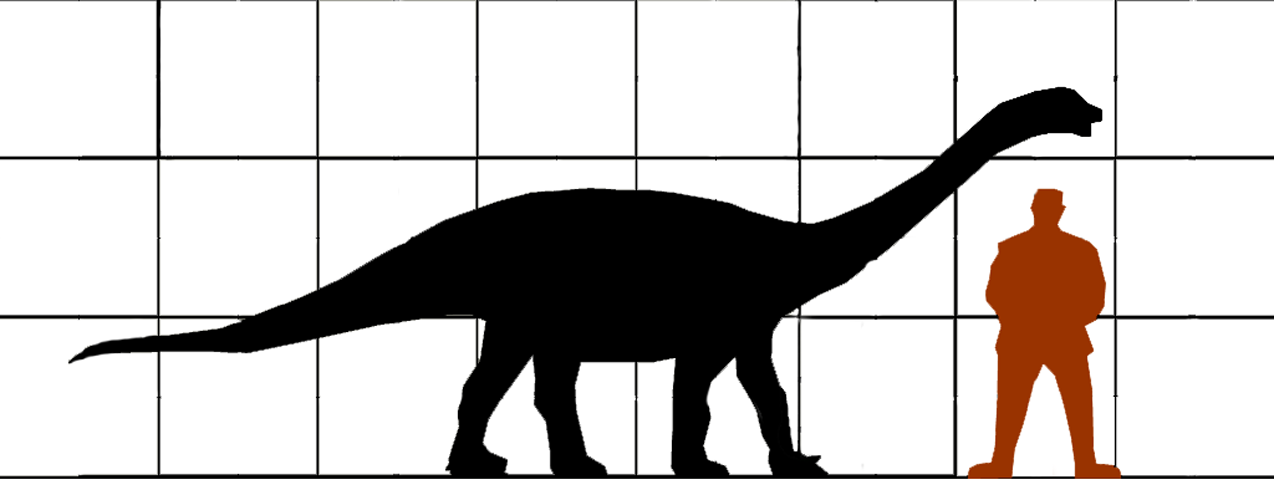
Comparaison entre la taille de Vulcanodon et d'un humain.

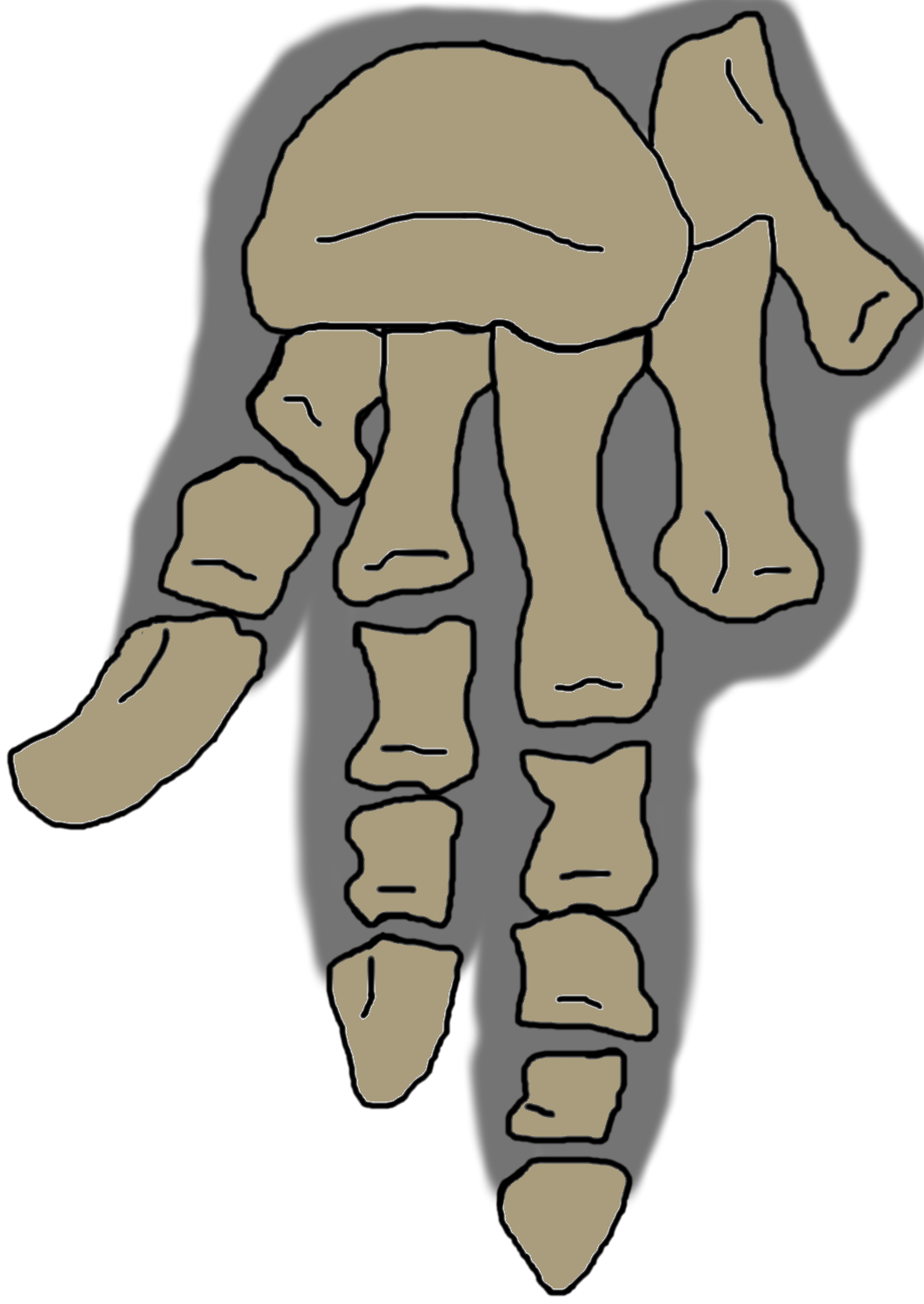
Dessin des os du pied gauche de Vulcanodon.

Vulcanodon est un sauropode de petite taille. Il est connu par le squelette partiel et en partie altéré d'un seul spécimen ; le crâne n'a pas été retrouvé.  Son fémur mesure 1,10 mètre de long.
Ses pattes avant rappellent celles de sauropodes plus évolués avec une stature droite et une forme gracile. L'extrémité de son cubitus, au niveau du coude, a une forme en « V ».

### Taille de l'animal
Thomas R. Holtz Jr. en 2008 et Roger Benson et al. en 2009 estiment sa taille à environ 6 mètres. En 2010 Gregory S. Paul indique qu'il peut atteindre 11 mètres de long pour un poids de 3,5 tonnes.

## Classification
Vulcanodon a été placé dans une famille portant son nom, les Vulcanodontidae par Michael R. Cooper en 1984, lors de la réévaluation du genre.
En 2004, il a été positionné en groupe frère avec le genre marocain Tazoudasaurus au sein des Vulcanodontidae,, sans que cette parenté puisse être confirmée,.
Dans le cladogramme des sauropodes établi par P. Sander et une équipe de 15 autres paléontologues en 2011, Vulcanodon est placé directement en position très basale parmi les sauropodes :
- Sauropoda
  - Melanorosaurus
  - 
    - Antetonitrus
    - 
      - Vulcanodon
      - 
        - Spinophorosaurus
        - Eusauropoda
          - Shunosaurus
          - 
            - Barapasaurus
            - 
              - Patagosaurus
              - 
                - Mamenchisauridae
                  - Omeisaurus
                  - Mamenchisaurus

                - 
                  - Cetiosaurus
                  - 
                    - Jobaria
                    - Neosauropoda
                      - Haplocanthosaurus
                      - Diplodocoidea
                        - Rebbachisauridae
                          - Limaysaurus
                          - Nigersaurus

                        - 
                          - Dicraeosauridae
                            - Amargasaurus
                            - Dicraeosaurus

                          - Diplodocidae
                            - Apatosaurus
                            - Brontosaurus
                            - 
                              - Barosaurus
                              - Diplodocus

                      - Macronaria
                        - Camarasaurus
                        - Titanosauriformes
                          - Brachiosaurus
                          - 
                            - Phuwiangosaurus
                            - Titanosauria
                              - Malawisaurus
                              - 
                                - Rapetosaurus
                                - 
                                  - Isisaurus
                                  - 
                                    - Opisthocoelicaudia
                                    - Saltasaurus